# George Henry Kendrick Thwaites
George Henry Kendrick Thwaites (Bristol, 9 luglio 1812 – Kandy, 11 settembre 1882) è stato un botanico inglese.

## Biografia
Inizialmente Thwaites esercitò l'attività di contabile nella città di Bristol, ma nel tempo libero studiava botanica, interessandosi in particolare ai vegetali inferiori, come le alghe e le crittogame. Questa attività secondaria, svolta con autentica passione, lo condusse ad un livello professionale di conoscenze, sino a fargli abbandonare il suo lavoro principale.

Infatti, quando riuscì a dimostrare che le diatomee non sono, come si credeva allora, degli animali, bensì delle alghe, divenne noto e riconosciuto come botanico; ottenne allora un posto d'insegnante di botanica presso la Scuola di Farmacia e Medicina a Bristol nel 1847. Due anni dopo fu nominato prima Sovrintendente e poi Direttore dell'Orto botanico di Peradeniya a Ceylon (oggi Sri Lanka), carica che ricoprì dal 1857 al 1880, quando, per l'età ormai avanzata, fu sostituito dal botanico Henry Trimen (1843-1896).
Era stato eletto membro della Royal Society nel 1865. Come il suo successore Trimen, non riuscì a tornare in patria e morì a Ceylon, nella città di Kandy.

## Opere
Collaborò alla redazione di numerose opere sulla flora di Bristol e dei suoi dintorni (come ad esempio: "Topographical Botany" e "The Phytologist");  ma anche a diverse Riviste e testi di più vasto impegno, quasi tutti pubblicati dopo la sua morte:
- "Journal of Botany", 1882.
- "Proceedings of Linnean Society", 1882-1883.
- "Transactions of the Botanical Society of Edimburg", 1886.
- "Tropical Agricolture", 1894.
- "Curtis' Botanic Magazine", 1894.
- "Handbook to the Flora of Ceylon", 1900.
- "Flora of Bristol", 1912.